# Pterolophia bituberculatoides
Pterolophia bituberculatoides är en skalbaggsart som beskrevs av Stefan von Breuning 1976. Pterolophia bituberculatoides ingår i släktet Pterolophia och familjen långhorningar. Inga underarter finns listade i Catalogue of Life.